# Kaarlo Kangasniemi
Kaarlo Kangasniemi (né le 4 février 1941) est un haltérophile finlandais. Il participe aux Jeux olympiques d'été de 1968 dans la catégorie des 82,5-90 kg et remporte la médaille d'or. 

## Palmarès

### Jeux olympiques
- Jeux olympiques de 1968 à Mexico,  Mexique
  -  Médaille d'or.